# 미국 소아과 학회
미국 소아과 학회[AAP](American Academy of Pediatrics)는 미국에서 가장 큰 소아청소년과의 의사들이 모인 전문 협회이다. 일리노이주 이타스카에 본사를 두고 있으며 워싱턴 D.C.에 사무실을 두고 있다.

## 설명
미국 소아과 학회(AAP)는 옹호 문제에서 실천 권고안에 이르기까지 수백 개의 정책 성명을 발표했다. 이러한 학회는 1930년에 소아과 의료 표준을 다루기 위해 35명의 소아과 의사에 의해 설립되었다.  2022년 기준으로 1차 진료 및 하위 전문 분야에 67,000명의 회원을 보유하고 있다. 자격을 갖춘 소아과 의사는 펠로우(FAAP)가 될 수 있다. 학회는 소아과 의사 및 하위 전문가를 위한 평생 의학 교육(CME) 프로그램을 운영한다. 학회는 14개 학과와 26개 부문으로 나뉜다. 세계에서 가장 큰 소아과 출판 프로그램을 보유하고 있으며 소비자를 위한 300개 이상의 타이틀과 의사 및 기타 의료종사자를 위한 500개 이상의 타이틀을 보유하고 있다. 이러한 간행물에는 전자제품, 전문 참고 문헌, 의학교과서, 진료 관리 간행물, 환자교육 자료 및 육아 서적이 포함된다. AAP 뉴스는 미국 소아과 학회의 공식 뉴스 잡지이며 소아과학은 미국 소아과 학회의 대표 저널이다. 미국 소아과 학회는 미국 내 COVID-19 사례에 대한 주간 보고서를 발행한다. 미국 소아과 학회에서는 2020년 9월 17일부터 미국 코로나 유행 사례를 보고하기 시작했다. 미국 소아과 학회는 587,948명의 아동 코로나 유행 사례, 5,016명의 아동 입원, 109명의 아동 사망을 추적했다.

## 같이 보기
- 미국
- 보건